# Aeroporto de entrada
Um aeroporto de entrada (em inglês: airport of entry, AOE) é um aeroporto que fornece serviços de alfândega e imigração para voos entrantes. Estes serviços permitem ao aeroporto servir inicialmente como uma porta de entrada para visitantes estrangeiros.
Cada país obviamente possui leis próprias para os procedimentos a seguir em uma chegada, sendo que cada aeronave estrangeira deve seguir suas leis desde seu sobrevoo do país até a sua saída.

## Terminologia
A palavra "internacional" em um nome de aeroporto normalmente significa que é um aeroporto de entrada, mas muitos aeroportos de entrada não utilizam essa designação. Aeroportos de entrada podem abranger desde aeroportos urbanos, com forte movimento regular de passageiros, como o Aeroporto Internacional John F. Kennedy, até pequenos aeroportos rurais servindo exclusivamente a aviação geral. Frequentemente, pequenos aeroportos de entrada são localizados próximo a portas de entrada, tais como uma ponte ou porto.
Por outro lado, alguns antigos aeroportos de entrada escolheram manter em seus nomes a palavra "internacional", mesmo não aceitando mais voos estrangeiros. Um exemplo disso é o Aeroporto Internacional de Osaka, ou Aeroporto Itami como é chamado localmente. Após a abertura do Aeroporto Internacional de Kansai em 1994, quando Itami havia terminado seus serviços internacionais e se tornou apenas um aeroporto comum, o aeroporto manteve seu nome. Muitos aeroportos próximos daquela região encontram-se na mesma situação, como o Aeroporto Taipei Songshan. Songshan manteve o seu nome chinês oficial, Taipei International Airport, depois que o Aeroporto Internacional Chiang Kai-shek (agora chamado de Taiwan Taoyuan International Airport) foi aberto.
Para a União Europeia, voos entre países na área Schengen são considerados domésticos em relação ao passaporte e verificação de imigração. Muitos aeroportos internacionais têm apenas voos intra-Schengen, sendo que alguns destes ocasionalmente possuem voos em escala para países estrangeiros.

## África
| Localização     | Aeroporto                                  | Código IATA |
| Egipto          | Egipto                                     | Egipto      |
| --------------- | ------------------------------------------ | ----------- |
| Alexandria      | Aeroporto El Nouzha                        | ALY         |
| Alexandria      | Aeroporto Borg El Arab                     | HBE         |
| Cairo           | Aeroporto Internacional do Cairo           | CAI         |
| Sharm el Sheikh | Aeroporto Internacional de Sharm el-Sheikh | SSH         |

## Américas
| Serve                                   | Aeroporto                                                         | Código IATA |
| Canadá                                  | Canadá                                                            | Canadá      |
| --------------------------------------- | ----------------------------------------------------------------- | ----------- |
| Calgary                                 | Aeroporto Internacional de Calgary                                | YYC         |
| Charlottetown                           | Aeroporto de Charlottetown                                        | YYG         |
| Cranbrook                               | Aeroporto Internacional das Rochosas Canadenses                   | YXC         |
| Edmonton                                | Aeroporto Internacional de Edmonton                               | YEG         |
| Fredericton                             | Aeroporto de Greater Fredericton                                  | YFC         |
| Gander                                  | Aeroporto Internacional de Gander                                 | YQX         |
| Halifax                                 | Aeroporto Internacional de Halifax                                | YHZ         |
| Hamilton                                | Aeroporto Internacional de John C. Munro Hamilton                 | YHM         |
| Iqaluit                                 | Aeroporto de Iqaluit                                              | YFB         |
| Kelowna                                 | Aeroporto Internacional de Kelowna                                | YLW         |
| Kitchener-Waterloo-Cambridge            | Aeroporto Internacional da Região de Waterloo                     | YKF         |
| London                                  | Aeroporto Internacional de London                                 | YXU         |
| Montreal                                | Aeroporto Internacional Pierre Elliott Trudeau                    | YUL         |
| Ottawa                                  | Aeroporto Internacional Ottawa Macdonald-Cartier                  | YOW         |
| Quebec                                  | Aeroporto Internacional de Québec Jean Lesage                     | YQB         |
| Regina                                  | Aeroporto Internacional de Regina                                 | YQR         |
| Saskatoon                               | Aeroporto Internacional de Saskatoon John G. Diefenbaker          | YXE         |
| St. John's                              | Aeroporto Internacional de St. John's                             | YYT         |
| Toronto                                 | Aeroporto Internacional Toronto Pearson                           | YYZ         |
| Vancouver                               | Aeroporto Internacional de Vancouver                              | YVR         |
| Victoria                                | Aeroporto Internacional de Victoria                               | YYJ         |
| Whitehorse                              | Aeroporto Internacional de Whitehorse Erik Nielsen                | YXY         |
| Winnipeg                                | Aeroporto Internacional de Winnipeg James Armstrong Richardson    | YWG         |
| Yellowknife                             | Aeroporto de Yellowknife                                          | YZF         |
| México                                  |                                                                   |             |
| Cidade do México                        | Aeroporto Internacional da Cidade do México                       | MEX         |
| Porto Rico                              |                                                                   |             |
| Aguadilla                               | Aeroporto Rafael Hernández                                        | BQN         |
| Fajardo                                 | Aeroporto Diego Jiménez Torres                                    | FAJ         |
| Mayagüez                                | Aeroporto Eugenio Maria de Hostos                                 | MAZ         |
| Ponce                                   | Aeroporto Internacional Mercedita                                 | PSE         |
| San Juan                                | Aeroporto Fernando Luis Ribas Dominicci                           | SIG         |
| San Juan                                | Aeroporto Internacional Luis Muñoz Marin                          | SJU         |
| Estados Unidos                          |                                                                   |             |
| Alasca                                  |                                                                   |             |
| Anchorage                               | Aeroporto Internacional Ted Stevens Anchorage                     | ANC         |
| Fairbanks                               | Aeroporto Internacional de Fairbanks                              | FAI         |
| Juneau                                  | Aeroporto Internacional de Juneau                                 | JNU         |
| Arizona                                 |                                                                   |             |
| Phoenix (Arizona)                       | Aeroporto Internacional de Phoenix Sky Harbor                     | PHX         |
| Tucson                                  | Aeroporto Internacional de Tucson                                 | TUS         |
| Yuma                                    | Aeroporto Internacional de Yuma                                   | YUM         |
| Califórnia                              |                                                                   |             |
| Fresno                                  | Aeroporto Internacional de Fresno Yosemite                        | FAT         |
| Los Angeles                             | Aeroporto Internacional de Los Angeles                            | LAX         |
| Oakland (Califórnia)                    | Aeroporto Internacional Metropolitano de Oakland                  | OAK         |
| Ontario (Califórnia)                    | Aeroporto Internacional de LA/Ontario                             | ONT         |
| Sacramento (Califórnia)                 | Aeroporto Internacional de Sacramento                             | SMF         |
| San Diego                               | Aeroporto Internacional de San Diego                              | SAN         |
| São Francisco (Califórnia)              | Aeroporto Internacional de São Francisco                          | SFO         |
| São José (Califórnia)                   | Aeroporto Internacional de San Jose                               | SJC         |
| Colorado                                |                                                                   |             |
| Denver                                  | Aeroporto Internacional de Denver                                 | DEN         |
| Connecticut                             |                                                                   |             |
| Windsor Locks                           | Aeroporto Internacional Bradley                                   | BDL         |
| Flórida                                 |                                                                   |             |
| Fort Lauderdale                         | Aeroporto Executivo de Fort Lauderdale                            | FXE         |
| Fort Lauderdale                         | Aeroporto Internacional de Fort Lauderdale                        | FLL         |
| Jacksonville                            | Aeroporto Internacional de Jacksonville                           | JAX         |
| Key West                                | Aeroporto Internacional de Key West                               | EYW         |
| Miami                                   | Aeroporto Executivo Kendall-Tamiami                               | TMB         |
| Miami                                   | Aeroporto de Opa-locka                                            | OPF         |
| Miami                                   | Aeroporto Internacional de Miami                                  | MIA         |
| Orlando                                 | Aeroporto Internacional de Orlando                                | MCO         |
| Orlando                                 | Aeroporto Internacional de Orlando Sanford                        | SFB         |
| Palm Beach                              | Aeroporto Internacional de Palm Beach                             | PBI         |
| Sarasota e Bradenton                    | Aeroporto Internacional de Sarasota-Bradenton                     | SRQ         |
| Fort Myers                              | Aeroporto Internacional do Sudoeste da Flórida                    | RSW         |
| Fort Pierce                             | Aeroporto Internacional do Condado de St. Lucie                   | FPR         |
| São Petersburgo (Flórida)               | Aeroporto Internacional de St. Petersburg-Clearwater              | PIE         |
| Tampa (Flórida)                         | Aeroporto Internacional de Tampa                                  | TPA         |
| Geórgia (Estados Unidos)                |                                                                   |             |
| Atlanta                                 | Aeroporto Internacional de Atlanta Hartsfield-Jackson             | ATL         |
| Hawaii                                  |                                                                   |             |
| Honolulu                                | Aeroporto Internacional de Honolulu                               | HNL         |
| Kailua-Kona                             | Aeroporto Internacional Kona                                      | KOA         |
| Illinois                                |                                                                   |             |
| Chicago                                 | Aeroporto Internacional de Chicago Midway                         | MDW         |
| Chicago                                 | Aeroporto Internacional O'Hare                                    | ORD         |
| Moline (Illinois)                       | Aeroporto Internacional de Quad City                              | MLI         |
| Indiana                                 |                                                                   |             |
| Indianópolis                            | Aeroporto Internacional de Indianapolis                           | IND         |
| Kentucky                                |                                                                   |             |
| Cincinnati, Ohio                        | Aeroporto Internacional de Cincinnati/Northern Kentucky           | CVG         |
| Louisiana                               |                                                                   |             |
| Nova Orleães                            | Aeroporto Internacional de Nova Orleães Louis Armstrong           | MSY         |
| Maine                                   |                                                                   |             |
| Bangor                                  | Aeroporto Internacional de Bangor                                 | BGR         |
| Portland (Maine)                        | Portland International Jetport                                    | PWM         |
| Maryland                                |                                                                   |             |
| Baltimore (Maryland) e Washington, D.C. | Aeroporto Internacional de Baltimore-Washington Thurgood Marshall | BWI         |
| Massachusetts                           |                                                                   |             |
| Boston                                  | Aeroporto Internacional de Boston                                 | BOS         |
| Michigan                                |                                                                   |             |
| Detroit                                 | Aeroporto Metropolitano de Detroit Wayne County                   | DTW         |
| Minnesota                               |                                                                   |             |
| International Falls                     | Aeroporto Internacional de Falls                                  | INL         |
| Minneapolis e Saint Paul                | Aeroporto Internacional de Minneapolis-Saint Paul                 | MSP         |
| Missouri                                |                                                                   |             |
| Kansas City                             | Aeroporto Internacional de Kansas City                            | MCI         |
| St. Louis (Missouri)                    | Aeroporto Internacional de Lambert-St. Louis                      | STL         |
| Nevada                                  |                                                                   |             |
| Las Vegas                               | Aeroporto Internacional de Las Vegas                              | LAS         |
| Reno (Nevada)                           | Aeroporto Internacional de Reno-Tahoe                             | RNO         |
| Novo Hampshire                          |                                                                   |             |
| Manchester                              | Aeroporto Regional de Manchester-Boston                           | MHT         |
| Portsmouth                              | Aeroporto Internacional de Portsmouth em Pease                    | PSM         |
| Nova Jérsei                             |                                                                   |             |
| Newark                                  | Aeroporto Internacional de Newark Liberty                         | EWR         |
| Novo México                             |                                                                   |             |
| Albuquerque                             | Albuquerque International Sunport                                 | ABQ         |
| Nova York                               |                                                                   |             |
| Albany                                  | Aeroporto Internacional de Albany                                 | ALB         |
| Buffalo                                 | Aeroporto Internacional Buffalo Niagara                           | BUF         |
| Nova York                               | Aeroporto Internacional John F. Kennedy                           | JFK         |
| Nova York                               | Aeroporto LaGuardia                                               | LGA         |
| North Carolina                          |                                                                   |             |
| Charlotte                               | Aeroporto Internacional de Charlotte/Douglas                      | CLT         |
| Raleigh e Durham                        | Aeroporto Internacional de Raleigh-Durham                         | RDU         |
| Wilmington                              | Aeroporto Internacional de Wilmington                             | ILM         |
| Ohio                                    |                                                                   |             |
| Cleveland                               | Aeroporto Internacional de Cleveland Hopkins                      | CLE         |
| Sandusky                                | Aeroporto Griffing Sandusky                                       | SKY         |
| Columbus                                | Aeroporto Internacional de Port Columbus                          | CMH         |
| Columbus                                | Aeroporto Internacional Rickenbacker                              | LCK         |
| Oregon                                  |                                                                   |             |
| Portland                                | Aeroporto Internacional de Portland                               | PDX         |
| Pensilvânia                             |                                                                   |             |
| Erie                                    | Aeroporto Internacional de Erie                                   | ERI         |
| Filadélfia                              | Aeroporto Internacional da Filadélfia                             | PHI         |
| Pittsburgh                              | Aeroporto Internacional de Pittsburgh                             | PIT         |
| Rhode Island                            |                                                                   |             |
| Providence e Newport                    | Aeroporto T. F. Green                                             | PVD         |
| Carolina do Sul                         |                                                                   |             |
| Charleston                              | Aeroporto Internacional de Charleston                             | CHS         |
| Greenville                              | Aeroporto Internacional de Donaldson Center                       | GDC         |
| Tennessee                               |                                                                   |             |
| Memphis                                 | Aeroporto Internacional de Memphis                                | MEM         |
| Nashville                               | Aeroporto Internacional de Nashville                              | BNA         |
| Texas                                   |                                                                   |             |
| Austin                                  | Aeroporto Internacional de Austin-Bergstrom                       | AUS         |
| Brownsville                             | Aeroporto Internacional de Brownsville/South Padre Island         | BRO         |
| Dallas e Fort Worth                     | Aeroporto Internacional de Dallas-Fort Worth                      | DFW         |
| Del Rio                                 | Aeroporto Internacional de Del Rio                                | DRT         |
| El Paso                                 | Aeroporto Internacional de El Paso                                | ELP         |
| Houston                                 | Aeroporto Internacional George Bush                               | IAH         |
| Laredo                                  | Aeroporto Internacional de Laredo                                 | LRD         |
| McAllen                                 | Aeroporto Internacional de McAllen Miller                         | MFE         |
| San Antonio                             | Aeroporto Internacional de San Antonio                            | SAT         |
| Utah                                    |                                                                   |             |
| Salt Lake City                          | Aeroporto Internacional de Salt Lake City                         | SLC         |
| Virgínia                                |                                                                   |             |
| Norfolk                                 | Aeroporto internacional de Norfolk                                | ORF         |
| Richmond                                | Aeroporto Internacional de Richmond                               | RIC         |
| Washington, D.C.                        | Aeroporto Internacional de Washington Dulles                      | IAD         |
| Washington                              |                                                                   |             |
| Bellingham                              | Aeroporto Internacional de Bellingham                             | BLI         |
| Kenmore                                 | Kenmore Air Harbor                                                | KEH         |
| Seattle                                 | Aeroporto Internacional King County                               | BFI         |
| Seattle                                 | Aeroporto Internacional de Seattle-Tacoma                         | SEA         |
| Seattle                                 | Kenmore Air at Lake Union                                         | LKE         |
| Spokane                                 | Aeroporto Internacional de Spokane                                | GEG         |
| Wisconsin                               |                                                                   |             |
| Milwaukee                               | Aeroporto Internacional General Mitchell                          | MKE         |

## Ásia
| Localização                    | Aeroporto                                           | Código IATA                |
| República Popular da China     | República Popular da China                          | República Popular da China |
| ------------------------------ | --------------------------------------------------- | -------------------------- |
| Pequim                         | Aeroporto Internacional de Pequim Capital           | PEK                        |
| Xangai                         | Aeroporto Internacional de Xangai Pudong            | PVG                        |
| Cantão                         | Aeroporto Internacional de Cantão Baiyun            | CAN                        |
| Kunming                        | Aeroporto Internacional de Kunming Wujiaba          | KMG                        |
| Chengdu                        | Aeroporto Internacional de Chengdu Shuangliu        | CTU                        |
| Hong Kong                      |                                                     |                            |
| Hong Kong                      | Aeroporto Internacional de Hong Kong                | HKG                        |
| Índia                          |                                                     |                            |
| Nova Delhi                     | Aeroporto Internacional de Delhi                    | DEL                        |
| Bombaim                        | Aeroporto Internacional de Bombaim                  | BOM                        |
| Madras                         | Aeroporto Internacional de Madras                   | MAA                        |
| Calcutá                        | Aeroporto Internacional Netaji Subhash Chandra Bose | CCU                        |
| Bangalore                      | Aeroporto Internacional de Bengaluru                | BLR                        |
| Hyderabad                      | Aeroporto Internacional de Hyderabad                | HYD                        |
| Indonésia                      |                                                     |                            |
| Balikpapan                     | Aeroporto Internacional Sepinggan                   | BPN                        |
| Denpasar (Bali)                | Aeroporto Internacional Ngurah Rai                  | DPS                        |
| Jacarta                        | Aeroporto Internacional Soekarno-Hatta              | CGK                        |
| Surakarta                      | Aeroporto Internacional Adisumarmo                  | SOC                        |
| Surabaya                       | Aeroporto Internacional Juanda                      | SUB                        |
| Yogyakarta                     | Aeroporto Internacional Adisucipto                  | JOG                        |
| Japão                          |                                                     |                            |
| Narita                         | Aeroporto Internacional de Narita                   | NRT                        |
| Tóquio                         | Aeroporto Internacional de Tóquio                   | HND                        |
| Nagoya                         | Aeroporto Internacional Chubu Centrair              | NGO                        |
| Osaka                          | Aeroporto Internacional Kansai                      | KIX                        |
| Macau                          |                                                     |                            |
| Macau                          | Aeroporto Internacional de Macau                    | MFM                        |
| Malásia                        |                                                     |                            |
| Johor Bahru                    | Aeroporto Internacional Senai                       | JBH                        |
| Kota Kinabalu                  | Aeroporto Internacional de Kota Kinabalu            | BKI                        |
| Kuala Lumpur                   | Aeroporto Internacional de Kuala Lumpur             | KUL                        |
| Kuching                        | Aeroporto Internacional de Kuching                  | KCH                        |
| Langkawi                       | Aeroporto Internacional de Langkawi                 | LGW                        |
| Penang                         | Aeroporto Internacional de Penang                   | PEN                        |
| Paquistão                      |                                                     |                            |
| Karachi                        | Aeroporto Internacional Quaid-e-Azam                | KHI                        |
| Lahore                         | Aeroporto Internacional Allama Iqbal                | LHE                        |
| Islamabad                      | Aeroporto Internacional Benazir Bhutto              | ISB                        |
| Sialkot                        | Aeroporto Internacional de Sialkot                  | SKT                        |
| Gwadar                         | Aeroporto Internacional de Gwadar                   | GWD                        |
| Quetta                         | Aeroporto Internacional de Quetta                   | UET                        |
| Peshawar                       | Aeroporto Internacional de Peshawar                 | PEW                        |
| Multan                         | Aeroporto Internacional de Multan                   | MUL                        |
| Rahim Yar Khan                 | Aeroporto Internacional Shaikh Zayed                | RYK                        |
| Faisalabad                     | Aeroporto Internacional de Faisalabad               | LYP                        |
| Filipinas                      |                                                     |                            |
| Angeles                        | Aeroporto Internacional Diosdado Macapagal          | CRK                        |
| Cebu                           | Aeroporto Internacional Mactan-Cebu                 | CEB                        |
| Davao                          | Aeroporto Internacional Francisco Bangoy            | DVO                        |
| General Santos                 | Aeroporto Internacional General Santos              | GES                        |
| Kalibo                         | Aeroporto de Kalibo                                 | KLO                        |
| Laoag                          | Aeroporto Internacional de Laoag                    | LAO                        |
| Manila                         | Aeroporto Internacional Ninoy Aquino                | MNL                        |
| Subic                          | Aeroporto Internacional da Baía de Subic            | SFS                        |
| Puerto Princesa                | Aeroporto de Puerto Princesa                        | PPS                        |
| Zamboanga                      | Aeroporto Internacional de Zamboanga                | ZAM                        |
| Singapura                      |                                                     |                            |
| Singapura                      | Aeroporto de Singapura Changi                       | SIN                        |
| Taiwan (República da China)    |                                                     |                            |
| Taipei                         | Aeroporto Internacional de Taiwan Taoyuan           | TPE                        |
| Kaohsiung                      | Aeroporto Internacional de Kaohsiung                | KHH                        |
| Tailândia                      |                                                     |                            |
| Bangkok                        | Aeroporto Suvarnabhumi                              | BKK                        |
| Bangkok                        | Aeroporto Internacional Don Mueang                  | DMK                        |
| Chiang Mai                     | Aeroporto Internacional de Chiang Mai               | CNX                        |
| Chiang Rai                     | Aeroporto Internacional de Chiang Rai               | CEI                        |
| Hat Yai                        | Aeroporto Internacional de Hat Yai                  | HDY                        |
| Krabi                          | Aeroporto de Krabi                                  | KBV                        |
| Phuket                         | Aeroporto Internacional de Phuket                   | HKT                        |
| Samui                          | Aeroporto Samui                                     | USM                        |
| Rayong                         | Aeroporto Internacional U-Tapao                     | UTP                        |
| Udon Thani                     | Aeroporto Internacional de Udon Thani               | UTH                        |
| Emirados Árabes Unidos         |                                                     |                            |
| Dubai                          | Aeroporto Internacional de Dubai                    | DXB                        |
| Vietname                       |                                                     |                            |
| Da Nang                        | Aeroporto Internacional de Da Nang                  | DAD                        |
| Hanoi                          | Aeroporto Internacional Noi Bai                     | HAN                        |
| Cidade de Ho Chi Minh (Saigão) | Aeroporto Internacional Tan Son Nhat                | SGN                        |

## Europa
| Localização               | Aeroporto                                 | Código IATA |
| Alemanha                  | Alemanha                                  | Alemanha    |
| ------------------------- | ----------------------------------------- | ----------- |
| Berlim                    | Aeroporto Internacional Berlim-Tegel      | TXL         |
| Bremen                    | Aeroporto de Bremen                       | BRE         |
| Colônia                   | Aeroporto de Colônia-Bonn                 | CGN         |
| Düsseldorf                | Aeroporto Internacional de Düsseldorf     | DUS         |
| Frankfurt am Main         | Aeroporto Internacional de Frankfurt      | FRA         |
| Frankfurt am Main/Simmern | Aeroporto de Frankfurt-Hahn               | HHN         |
| Hamburgo                  | Aeroporto de Hamburgo                     | HAM         |
| Hanôver                   | Aeroporto de Hanôver                      | HAJ         |
| Munique                   | Aeroporto de Munique                      | MUC         |
| Stuttgart                 | Aeroporto de Stuttgart                    | STR         |
| Düsseldorf/Weeze          | Aeroporto de Weeze                        | NRN         |
| França                    |                                           |             |
| Marselha                  | Aeroporto de Marselha Provence            | MRS         |
| Paris                     | Aeroporto Internacional Charles de Gaulle | CDG         |
| Paris                     | Aeroporto de Orly                         | ORY         |
| República Checa           |                                           |             |
| Praga                     | Aeroporto de Ruzyně                       | PRG         |
| Dinamarca                 |                                           |             |
| Copenhague                | Aeroporto de Copenhague                   | CPH         |
| Billund                   | Aeroporto de Billund                      | BLL         |
| Finlândia                 |                                           |             |
| Helsinque                 | Aeroporto de Helsinque                    | HEL         |
| Itália                    |                                           |             |
| Milão                     | Aeroporto Internacional Malpensa          | MXP         |
| Roma                      | Aeroporto Leonardo da Vinci               | FCO         |
| Pisa                      | Aeroporto Internacional Galileo Galilei   | PSA         |
| Noruega                   |                                           |             |
| Oslo                      | Aeroporto de Oslo Gardermoen              | OSL         |
| Bergen                    | Aeroporto de Bergen-Flesland              | BGO         |
| Suécia                    |                                           |             |
| Estocolmo                 | Aeroporto Estocolmo-Arlanda               | ARN         |
| Gotemburgo                | Aeroporto de Gotemburgo-Landvetter        | GOT         |
| Estocolmo/Nicopinga       | Aeroporto Estocolmo-Skavsta               | NYO         |
| Reino Unido               |                                           |             |
| Birmingham                | Aeroporto Internacional de Birmingham     | BHX         |
| Liverpool                 | Aeroporto de Liverpool John Lennon        | LPL         |
| Londres                   | Aeroporto da Cidade de Londres            | LCY         |
| Londres                   | Aeroporto de Londres Gatwick              | LGW         |
| Londres                   | Aeroporto de Londres Heathrow             | LHR         |
| Londres                   | Aeroporto de Londres Luton                | LTN         |
| Londres                   | Aeroporto de Londres Stansted             | STN         |
| Manchester                | Aeroporto de Manchester                   | MAN         |
| Newcastle upon Tyne       | Aeroporto Internacional de Newcastle      | NCL         |
| Bournemouth               | Aeroporto de Bournemouth                  | BOH         |
| Southampton               | Aeroporto de Southampton,                 | SOU         |
| Aberdeen                  | Aeroporto de Aberdeen                     | ABZ         |
| Edimburgo                 | Aeroporto de Edimburgo                    | EDI         |
| Glasgow                   | Aeroporto Internacional de Glasgow        | GLA         |
| Glasgow                   | Aeroporto Prestwick de Glasgow            | PIK         |
| Cardiff                   | Aeroporto Internacional de Cardiff        | CWL         |
| Belfast                   | Aeroporto Internacional de Belfast        | BFS         |

## Oceania
| Localização   | Aeroporto                               | Código IATA |
| Austrália     | Austrália                               | Austrália   |
| ------------- | --------------------------------------- | ----------- |
| Adelaide      | Aeroporto de Adelaide                   | ADL         |
| Brisbane      | Aeroporto de Brisbane                   | BNE         |
| Canberra      | Aeroporto Internacional de Canberra     | CBR         |
| Darwin        | Aeroporto Internacional de Darwin       | DRW         |
| Hobart        | Aeroporto Internacional de Hobart       | HBA         |
| Melbourne     | Aeroporto de Melbourne                  | MEL         |
| Perth         | Aeroporto de Perth                      | PER         |
| Sydney        | Aeroporto de Sydney                     | SYD         |
| Fiji          |                                         |             |
| Nadi          | Aeroporto Internacional de Nadi         | NAN         |
| Suva          | Aeroporto Internacional Nausori         | SUV         |
| Nova Zelândia |                                         |             |
| Auckland      | Aeroporto de Auckland                   | AKL         |
| Christchurch  | Aeroporto Internacional de Christchurch | CHC         |
| Wellington    | Aeroporto Internacional de Wellington   | WLG         |
| Samoa         |                                         |             |
| Apia          | Aeroporto Internacional Faleolo         | APW         |
| Tonga         |                                         |             |
| Nuku'alofa    | Aeroporto Internacional Fua'amotu       | TBU         |